# Aichmofobia
Aichmofobia (gr. aichmḗ – włócznia, grot włóczni + fr. phobie – fobia) – chorobliwy lęk przed ostrymi lub spiczastymi przedmiotami (np. nożami, nożyczkami, igłami); pojęcie wprowadzone pod koniec XIX wieku.